# Cinquante-troisième circonscription de la Seine
La Cinquante-troisième circonscription de la Seine est l'une des neuf circonscriptions législatives que compte le département français de la Seine, situé en région Île-de-France.

## Description géographique
La Cinquante-troisième circonscription de la Seine était composée de :
- commune d'Antony
- commune de Bagneux
- commune de Bourg-la-Reine
- commune de Montrouge[2]

## Description historique et politique

### Historique des députations[3]
| Législature | Début de mandat | Fin de mandat  | Député       | Parti politique | Observations                                                                             |
| ----------- | --------------- | -------------- | ------------ | --------------- | ---------------------------------------------------------------------------------------- |
| Ire         | 9 décembre 1958 | 9 octobre 1962 | Paul Mainguy | UNR             | Mandat écourté à la suite d'une dissolution parlementaire décidée par Charles de Gaulle. |
| IIe         | 6 décembre 1962 | 2 avril 1967   | Paul Mainguy | UNR-UDT         |                                                                                          |

## Historique des élections

### Élections de 1958[3]
| Candidat       | Candidat         | Parti          | Premier tour | Premier tour | Second tour | Second tour |  |
| Candidat       | Candidat         | Parti          | Voix         | %            | Voix        | %           |  |
| -------------- | ---------------- | -------------- | ------------ | ------------ | ----------- | ----------- |  |
|                | Albert Petit     | PCF            | 13 216       | 25,6         | 16 231      | 31,67       |  |
|                | Albert Frouard   | CR             | 7 877        | 15,26        | 8 220       | 16,04       |  |
|                | Paul Mainguy élu | UNR            | 7 797        | 15,1         | 22 435      | 43,78       |  |
|                | Marcel Chopine   | Modérés        | 6 636        | 12,85        | Retrait     | Retrait     |  |
|                | Georges Suant    | UFD            | 5 165        | 10           | 469         | 0,92        |  |
|                | Pierre Mauroy    | SFIO           | 4 171        | 8,08         | 3 893       | 7,6         |  |
|                | Suzanne Peters   | MRP            | 3 120        | 6,04         | Retrait     | Retrait     |  |
|                | Roger Sauphar    | CRR            | 1 479        | 2,86         |             |             |  |
|                | Pierre Faillant  | Extrême droite | 1 221        | 2,36         |             |             |  |
|                | Lucien Paviot    | Divers         | 948          | 1,84         |             |             |  |
|                |                  |                |              |              |             |             |  |
| Inscrits       | Inscrits         | Inscrits       | 64 934       | 100,00       | 64 924      | 100,00      |  |
| Abstentions    | Abstentions      | Abstentions    | 11 936       | 18,38        | 12 664      | 19,51       |  |
| Votants        | Votants          | Votants        | 52 998       | 81,62        | 52 260      | 80,49       |  |
| Blancs et nuls | Blancs et nuls   | Blancs et nuls | 1 368        | 2,58         | 1 012       | 1,94        |  |
| Exprimés       | Exprimés         | Exprimés       | 51 630       | 97,42        | 51 248      | 98,06       |  |

Le suppléant de Paul Mainguy était Camille Frabot.

### Élections de 1962[3]
| Candidat       | Candidat                   | Parti          | Premier tour | Premier tour | Second tour | Second tour |  |
| Candidat       | Candidat                   | Parti          | Voix         | %            | Voix        | %           |  |
| -------------- | -------------------------- | -------------- | ------------ | ------------ | ----------- | ----------- |  |
|                | Paul Mainguy sortant réélu | UNR-UDT        | 19 848       | 34,54        | 29 830      | 53,94       |  |
|                | Léo Figuères               | PCF            | 16 134       | 28,07        | 25 476      | 46,06       |  |
|                | Henri Ginoux               | CNIP           | 11 098       | 19,31        | Retrait     | Retrait     |  |
|                | Georges Suant              | PSU            | 10 388       | 18,08        | Retrait     | Retrait     |  |
|                |                            |                |              |              |             |             |  |
| Inscrits       | Inscrits                   | Inscrits       | 79 388       | 100,00       | 79 388      | 100,00      |  |
| Abstentions    | Abstentions                | Abstentions    | 20 656       | 26,02        | 20 077      | 25,29       |  |
| Votants        | Votants                    | Votants        | 58 732       | 73,98        | 59 311      | 74,71       |  |
| Blancs et nuls | Blancs et nuls             | Blancs et nuls | 1 264        | 2,15         | 4 005       | 6,75        |  |
| Exprimés       | Exprimés                   | Exprimés       | 57 468       | 97,85        | 55 306      | 93,25       |  |

Le suppléant de Paul Mainguy était Jacques Desroche.